# Castel di Lucio
Castel di Lucio ist eine Stadt der Metropolitanstadt Messina in der Region Sizilien in Italien mit 1328 Einwohnern (Stand 31. Dezember 2023).

## Lage und Daten
Castel di Lucio liegt 159 km westlich von Messina im westlichen Monti Nebrodi. Die Einwohner arbeiten hauptsächlich in der Landwirtschaft, im Handwerk und der Lebensmittelproduktion.
Die Nachbargemeinden sind Geraci Siculo (PA), Mistretta, Nicosia (EN), Pettineo und San Mauro Castelverde (PA).

## Geschichte
Das Gründungsjahr des Ortes ist unbekannt. Bis zum Ende des 18. Jahrhunderts war der Ort Teil des Lehen von Mistretta.

## Sehenswürdigkeiten
Die Kirche dei Frati Minori enthält ein Bild des Heiligen Franziskus. Von der ehemaligen Burg stehen noch die Reste eines Turmes.